# Sportjahr 1900
Liste der Sportjahre

◄◄ | ◄ | 1896 | 1897 | 1898 | 1899 | Sportjahr 1900 | 1901 | 1902 | 1903 | 1904 | ► | ►►

Weitere Ereignisse  · Motorsportjahr · Olympische Spiele

## Ereignisse

### Olympische Spiele

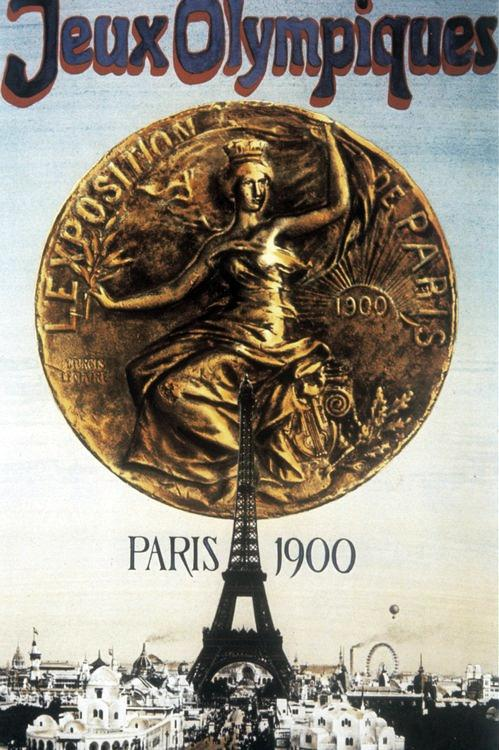
Plakat der Olympischen Spiele 1900

- 14. Mai bis 28. Oktober: In Paris finden im Rahmen der Weltausstellung 1900 die II. Olympischen Spiele statt. Erstmals nehmen auch Frauen an den Spielen teil. Cricket ist ebenso wie Croquet und Pelota das erste und einzige Mal olympische Sportart. Aus finanziellen Gründen werden alle Wettkämpfe entgegen den Forderungen und Ansprüchen von Pierre de Coubertin auf vorhandenen Anlagen ausgetragen, dazu muss die Ausstellungsleitung aber die einzelnen Veranstaltungen über ganz Paris verteilen.
- Die meisten Wettkämpfe finden auf dem Gelände der Weltausstellung in Vincennes, dem Annexe de Vincennes, statt. Das hier vorhandene Vélodrome municipal dient als Hauptwettkampfstätte der Spiele, dort wird Radsport, Rugby, Fußball, Cricket und Gerätturnen ausgetragen. Die Wettkämpfe der Leichtathletik und im Tauziehen finden im Croix Catelan, dem Sportplatz des Racing Club de France im Bois de Boulogne statt. Schwimmen, Wasserball und Rudern werden im offenen Wasser der Seine bei Asnières-sur-Seine ausgetragen. Segeln findet auf der Seine bei Meulan und im Ärmelkanal vor Le Havre statt.
- Von den ersten bis zu den letzten Wettkämpfen dauert es 168 Tage, davon werden allerdings nur an 71 Tagen Wettkämpfe ausgetragen und an 36 Tagen Medaillen vergeben.
- Das IOC veröffentlicht die Anzahl der Teilnehmer mit 997, darunter 22 Frauen, die Anzahl der Nationen beträgt laut IOC 24. Es gibt allerdings nur wenige Nationen, die eine offizielle Delegation nach Paris schicken. Viele Teilnehmer reisen als Privatperson an oder sind nur zufällig in Paris anwesend und nehmen spontan teil.

### Badminton
Höhepunkt des Badmintonjahres 1900 waren die All England, welche zum zweiten Mal ausgetragen wurden.

#### Internationale Veranstaltungen
| Veranstaltung | Herreneinzel    | Dameneinzel      | Herrendoppel                 | Damendoppel                     | Mixed                    |
| ------------- | --------------- | ---------------- | ---------------------------- | ------------------------------- | ------------------------ |
| All England   | Sydney H. Smith | Ethel B. Thomson | H. L. Mellersh F. S. Collier | Meriel Lucas Mary Violet Graeme | D. Oakes Daisey St. John |

### Fußball
- 4. Januar: 17 Wiener Fußballvereine schließen sich in der Österreichischen Fußball-Union (ÖFU) zusammen.

Die Victoria

- 28. Januar: Der Deutsche Fußball-Bund (DFB) wird gegründet. Erster Präsident ist Ferdinand Hueppe. Gleichzeitig wird auch der Wanderpokal Victoria gewidmet, der ab 1903 dem deutschen Meister verliehen wird.
- 18. März: Der Grasshopper Club Zürich bezwingt den FC Bern im Spiel um die Schweizer Meisterschaft mit 2:0.
- 7. November: Der Verband der Prager Deutschen Fußball-Vereine wird gegründet.
- 16. Dezember: Der Sportverein FC Alemannia Aachen wird von 18 Schülern des Kaiser-Wilhelm-Gymnasiums, der Oberrealschule und des Realgymnasiums in Aachen gegründet.
- Aston Villa wird zum fünften Mal englischer Meister.
- Genua 1893 wird zum dritten Mal in Folge Meister in Italien.

### Leichtathletik

#### Leichtathletik-Weltrekorde
- 28. April: Meyer Prinstein, USA, springt im Weitsprung der Herren 7,5 m.
- 29. Mai: Maxie Long, USA, läuft die 400 Meter der Herren in 47,8 s.
- 30. Mai: John Bray, USA, läuft die 1500 Meter der Herren in 4:09,0 min.
- 10. Juni: Henri Deloge, Frankreich, lief die 1000 Meter der Herren in 2:36,8 min.
- 22. Juli: Charles Bennett, Großbritannien, läuft die 5000 Meter der Herren in 15:20,0 min.

### Radsport

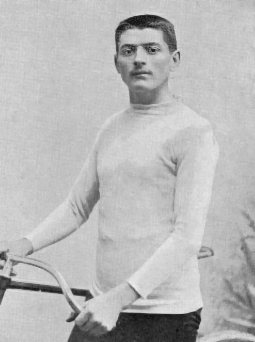
Constant Huret, Weltmeister der Profisteher

- 14. April: Die Union Cycliste Internationale wird gegründet und trägt vom 12. bis zum 18. August im Pariser Prinzenparkstadion die UCI-Bahn-Weltmeisterschaften 1900 aus.
- Das Vélodrome d’Hiver in Paris wird errichtet.

### Rudern
- Cambridge besiegt Oxford im Boat Race.
- Der Ruderverein Wiking Bregenz wird gegründet.

### Rugby
- 17. März: Wales gewinnt die Home Nations Championship 1900.
- 4. November: In Kassel wird der Deutsche Rugby-Verband gegründet.

### Schwimmen
- Deutsche Schwimmmeisterschaften 1900

### Tennis

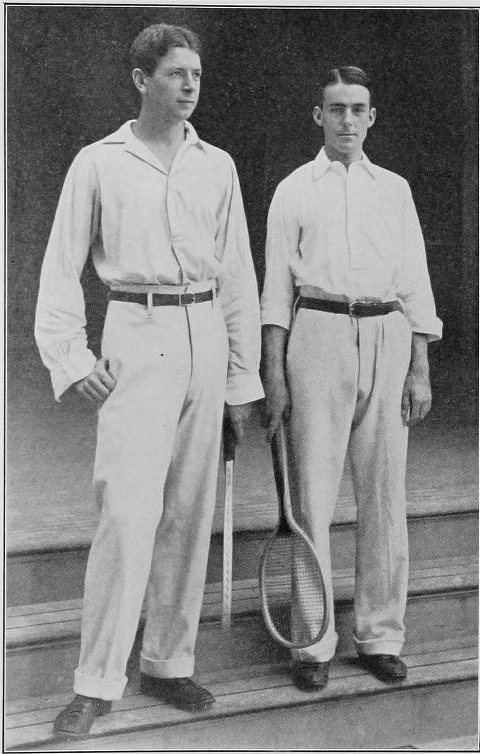
Das US-Doppel beim Davis-Cup 1900: Dwight Filley Davis und Holcombe Ward

- 9. Februar: Der 20-jährige US-amerikanische Harvard-Student und Tennisspieler Dwight Filley Davis stiftet den später nach ihm benannten Davis Cup.

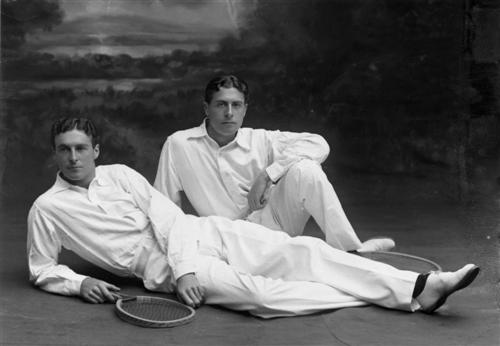
Reginald und Laurence Doherty sind das erfolgreichste Tennisdoppel der Jahrhundertwende

- 10. August: Die USA besiegt im Rahmen der International Lawn Tennis Challenge 1900, dem heutigen Davis Cup, Großbritannien mit 3:0.

### Wintersport

#### Eiskunstlauf
- 21. Januar: Der Schwede Ulrich Salchow gewinnt die Eiskunstlauf-Europameisterschaft 1900 in Berlin vor dem Österreicher Gustav Hügel und dem Norweger Oscar Holthe.
- 10./11. Februar: Die Eiskunstlauf-Weltmeisterschaft 1900 in Davos hat nur zwei Teilnehmer. Gustav Hügel verweist zum dritten Mal nach 1897 und 1899 Ulrich Salchow auf den zweiten Platz.

#### Eisschnelllaufrekorde
- 10. Februar: Peder Østlund, Norwegen, läuft die 500 Meter Eisschnelllauf in Davos in 45,2 s.
- 10. Februar: Peder Østlund, Norwegen, läuft die 1000 Meter in Davos in 1:34,0 min.
- 11. Februar: Peder Østlund, Norwegen, läuft die 1500 Meter in Davos in 2:22,6 min.
- 11. Februar: Peder Østlund, Norwegen, läuft die 10.000 Meter in Davos in 17:50,6 min.

#### Skilauf
- 2. Februar: Die Deutschen Skimeisterschaften werden auf dem Feldberg im Schwarzwald erstmals ausgetragen. Es gibt nur einen Bewerb im Skilanglauf, den der Norweger Bjarne Nielsen gewinnt.

#### Skispringen
Der Norweger Olaf Tandberg erreicht beim Skispringen auf dem Solbergbakken in Bærum, Norwegen, 35,5 Meter.

### Vereinsgründungen
- 9. Januar: Der Fußballverein Lazio Rom wird von Luigi Bigiarelli gegründet.

Die Gründungsurkunde des FC Bayern

- 27. Februar: Elf Mitglieder des MTV München von 1879 verlassen den Verein und gründen den FC Bayern München. Das erste Spiel gewinnt der neue Verein im März gegen den 1. Münchner FC 1896 mit 5:2.
- 18. März: Der Fußballverein Ajax Amsterdam wird von Han Dade, Floris Stempel und Karel Reeser neu gegründet, nachdem er ein paar Jahre zuvor aufgelöst worden ist.
- 4. Mai: 18 Gymnasiasten gründen den 1. FC Nürnberg als Rugby-Verein.
- 2. Juni: Für das in der Vereinssatzung festgelegte Gründungsdatum des 1. FC Kaiserslautern gibt es keine Belege. Da es ansonsten keine auf den Tag genauen Angaben gibt, hält der Verein aus praktischen Gründen an diesem Datum fest.
- 2. Juni: Der SC Tasmania 1900 Berlin wird gegründet.
- 29. Juni: Der Verein für Turn- und Volksspiele Bottrop wird gegründet.
- 18. Juli: Der FC Union Stuttgart wird gegründet.
- 30. Juli: Der FC Sportfreunde Leipzig wird gegründet.
- 7. Oktober: Der Sportverein Holstein Kiel wird gegründet.
- 29. Dezember: Der brasilianische Fußballverein Club Athletico Paulistano wird gegründet.

- In Stockholm wird der Sportverein IK Göta gegründet.

## Geboren

### Januar
- 01. Januar: Mieczysław Batsch, polnischer Fußballspieler († 1977)
- 01. Januar: Nedim Kaleci, türkischer Fußballtorhüter und -trainer († 1981)
- 01. Januar: Ernst Steinig, deutscher Ringer († unbekannt)
- 02. Januar: Albin Dahl, schwedischer Fußballspieler und -trainer († 1980)
- 03. Januar: Marcel Gobillot, französischer Radrennfahrer († 1981)
- 04. Januar: James Connolly, US-amerikanischer Leichtathlet († 1940)
- 06. Januar: Haldor Halderson, kanadischer Eishockeyspieler († 1965)
- 07. Januar: Arvo Haavisto, finnischer Ringer und Ringertrainer († 1977)
- 08. Januar: André Lausseigh, französischer Leichtathlet († 1972)
- 13. Januar: Herbert Brück, österreichischer Eishockey-, Bandy- und Feldhockeyspieler († 1974)
- 16. Januar: Helge Gustafsson, schwedischer Turner († 1981)
- 16. Januar: Hans Mehlhorn, deutscher Bobfahrer († 1983)
- 17. Januar: Frederick Blackett, britischer Leichtathlet († 1979)
- 18. Januar: George Calnan, US-amerikanischer Fechter († 1933)
- 19. Januar: Léonard Mascaux, französischer Leichtathlet († 1965)
- 19. Januar: Márton Sipos, ungarischer Schwimmer († 1926)
- 19. Januar: Jan Vreede, niederländischer Segler († 1989)
- 20. Januar: Franz Esser, deutscher Fußballspieler († 1982)
- 22. Januar: Aage Jørgensen, dänischer Turner († 1972)
- 23. Januar: Bino Bini, italienischer Säbelfechter († 1974)
- 24. Januar: Heinz Hax, deutscher Moderner Fünfkämpfer und Sportschütze († 1969)
- 25. Januar: Schuyler Enck, US-amerikanischer Leichtathlet († 1970)
- 27. Januar: Werner Stuber, Schweizer Springreiter († 1957)
- 28. Januar: Anni Holdmann, deutsche Leichtathletin und Olympiateilnehmerin († 1960)
- 29. Januar: Włodzimierz Krygier, polnischer Eishockey- und Fußballspieler († 1975)
- 30. Januar: Hans Eidenbenz, Schweizer Skisportler († 1987)
- 31. Januar: Hermann Hölter, deutscher Moderner Fünfkämpfer († 1989)

### Februar
- 01. Februar: Joe Carstairs, britische Unternehmerin, gesellschaftliche Persönlichkeit und Motorbootrennfahrerin († 1993)
- 01. Februar: Georg Köhler, deutscher Fußballspieler und -trainer († 1972)
- 01. Februar: Clarence Pinkston, US-amerikanischer Wasserspringer († 1961)
- 01. Februar: Joey Sternaman, US-amerikanischer American-Football-Spieler und -Trainer († 1988)
- 03. Februar: Kurt Schneider, deutscher Leichtathlet († 1988)
- 04. Februar: Emil Girl, tschechoslowakischer Wasserballspieler († unbekannt)
- 05. Februar: Ludovico Bidoglio, argentinischer Fußballspieler († 1970)
- 07. Februar: Armas Kinnunen, finnischer Leichtathlet († 1964)
- 16. Februar: Albert Öijermark, schwedischer Fußballspieler († 1970)
- 18. Februar: Martial Payot, französischer Skisportler († 1949)
- 21. Februar: Eino Purje, finnischer Leichtathlet († 1984)
- 26. Februar: Fritz Wiessner, deutscher Bergsteiger († 1988)
- 27. Februar: Evert Lundquist, schwedischer Fußballspieler († 1979)

### März
- 01. März: Ernst Alm, schwedischer Skilangläufer († 1980)
- 07. März: Piet Beets, niederländischer Radrennfahrer († 1996)
- 08. März: Otto Peltzer, deutscher Leichtathlet und Trainer († 1970)
- 11. März: Alfredo Dinale, italienischer Radrennfahrer († 1976)
- 12. März: Rinus van den Berge, niederländischer Leichtathlet († 1972)
- 15. März: Fritz Walter, deutscher Fußballfunktionär († 1981)
- 16. März: Marten von Barnekow, deutscher Springreiter († 1967)
- 17. März: Manuel Plaza, chilenischer Marathonläufer († 1969)
- 17. März: Liliane Roehrs, deutsche Automobilrennfahrerin und Mitbegründerin sowie Präsidentin des Deutschen Damen Automobilclubs († 1975)
- 18. März: Johannes Sobek, deutscher Fußballspieler († 1989)
- 19. März: Josef Leppelt, österreichischer Gewichtheber († 1950)
- 19. März: René Lorain, französischer Leichtathlet († 1984)
- 20. März: Evelyn Montague, britischer Leichtathlet († 1948)
- 27. März: John Page, britischer Eiskunstläufer († 1947)
- 27. März: Albert Van Coile, belgischer Fußballspieler († 1927)
- 29. März: Bill Aston, britischer Automobilrennfahrer († 1974)
- 30. März: Hans Haußmann, deutscher Hockeyspieler († 1972)
- 30. März: Santos Urdinarán, uruguayischer Fußballspieler († 1979)
- 31. März: John Lyons, US-amerikanischer Eishockeyspieler († 1971)

### April
- 01. April: Stefanie Clausen, dänische Wasserspringerin († 1981)
- 01. April: Hans Viggo Jensen, dänischer Radrennfahrer († unbekannt)
- 04. April: Orvar Trolle, schwedischer Schwimmer († 1971)
- 05. April: Roman Steinberg, estnischer Ringer († 1928)
- 05. April: Jean-Pierre Stock, französischer Ruderer († 1950)
- 06. April: Edvīns Bārda, lettischer Fußballspieler und -trainer († 1947)
- 07. April: Tebbs Lloyd Johnson, britischer Leichtathlet († 1984)
- 07. April: Anthony Young, US-amerikanischer Radrennfahrer († 1970)
- 08. April: Mihály Matura, ungarischer Ringer († 1975)
- 08. April: Adolf Rosenberger, deutscher Automobilrennfahrer und Kaufmann († 1967)
- 08. April: Richard Sahla, deutscher Springreiter († 1942)
- 10. April: André Cerbonney, französischer Leichtathlet († 1992)
- 12. April: Guillaume Hoorickx, belgischer Eishockeyspieler († 1983)
- 12. April: Joe Lapchick, US-amerikanischer Basketballspieler und -trainer († 1970)
- 13. April: Anton Joksch, deutscher Radrennfahrer († 1962)
- 16. April: Paul Weyres, deutscher Motorradrennfahrer († 1984)
- 17. April: Aage Torgensen, dänischer Ringer († 1932)
- 21. April: Leo Leino, finnischer Leichtathlet († 1988)
- 24. April: Ramón Berdomás, spanischer Schwimmer und Wasserballspieler († 1963)
- 24. April: Gaston Féry, französischer Leichtathlet († 1985)
- 27. April: Achille Bacher, italienischer Skilangläufer († 1972)
- 27. April: Gilbert Ravanel, französischer Skisportler († 1983)
- 28. April: William Herald, australischer Schwimmer († 1976)
- 28. April: Lajos Keresztes, ungarischer Ringer († 1978)
- 28. April: Emil Seifert, tschechoslowakischer Fußballspieler und -trainer († 1973)

### Mai
- 03. Mai: Yrjö Korholin-Koski, finnischer Leichtathlet († 1978)
- 05. Mai: Charles Jewtraw, US-amerikanischer Eisschnellläufer († 1996)
- 07. Mai: Stanisław Wilczyński, polnischer Skilangläufer († 1982)
- 09. Mai: David Nepomuceno, philippinischer Leichtathlet († 1939)
- 12. Mai: Harold Pycock, britischer Schwimmer und Sportfunktionär († 1964)
- 14. Mai: Sidney Hinds, US-amerikanischer Sportschütze († 1991)
- 17. Mai: Achille Souchard, französischer Radrennfahrer († 1976)
- 18. Mai: Walter Jean Ganshof van der Meersch, belgischer Bobsportler († 1993)
- 19. Mai: Konrad Hirsch, schwedischer Fußballspieler († 1924)
- 19. Mai: John Kennedy, US-amerikanischer Ruderer († 1971)
- 20. Mai: Lorenzo Fernández, uruguayischer Fußballspieler und -trainer († 1973)
- 20. Mai: Hans Sprung, deutscher Motorradrennfahrer († 1982)
- 23. Mai: Paul Mahrer, tschechoslowakisch-US-amerikanischer Fußballspieler († 1985)
- 24. Mai: Fernand Saivé, belgischer Radrennfahrer († 1981)
- 28. Mai: Taffy Abel, US-amerikanischer Eishockeyspieler († 1964)

### Juni
- 05. Juni: Harry Wyld, britischer Radrennfahrer († 1976)
- 07. Juni: Anton Zwerina, österreichischer Gewichtheber († 1973)
- 08. Juni: Ernest Roney, britischer Segler († 1975)
- 09. Juni: Ludwig Hofmann, deutscher Fußballspieler († 1935)
- 09. Juni: Louis Wilhelme, französischer Leichtathlet († 1966)
- 10. Juni: Robert Baudinne, belgischer Eishockeyspieler († unbekannt)
- 10. Juni: Paul de Graffenried, Schweizer Fechter († 1943)
- 12. Juni: Luzius Rüedi, Schweizer Eishockeyspieler († 1993)
- 14. Juni: František Černík, tschechoslowakischer Wasserballspieler und -trainer († 1982)
- 14. Juni: Henry Welsford, US-amerikanischer Ruderer († 1974)
- 17. Juni: Jan Maas, niederländischer Radrennfahrer († 1977)
- 21. Juni: Heinrich Weber, deutscher Fußballspieler († 1977)
- 22. Juni: Eduard Stibor, tschechoslowakischer Schwimmer und Wasserballspieler († unbekannt)
- 22. Juni: Russell Vis, US-amerikanischer Ringer († 1900)
- 24. Juni: Adriaan Katte, niederländischer Hockeytorhüter († 1991)
- 29. Juni: Marcel Roman, belgischer Ruderer und Sportfunktionär († 1969)
- 30. Juni: Beatrix Loughran, US-amerikanische Eiskunstläuferin († 1975)

### Juli
- 03. Juli: George Schiller, US-amerikanischer Leichtathlet († 1946)
- 05. Juli: Otto Kaundinya, deutscher Handballspieler und -trainer († 1940)
- 06. Juli: Elfriede Senden, deutsche Leichtathletin († 1941)
- 08. Juli: Edmond Brossard, französischer Leichtathlet († 1991)
- 10. Juli: Viggo Dibbern, dänischer Turner († 1982)
- 12. Juli: Francisco Gibert, spanischer Wasserballspieler und Sportfunktionär († 1979)
- 13. Juli: Paul Hammer, luxemburgischer Sprinter und Weitspringer († 1978)
- 14. Juli: Camille Barbaud, französischer Leichtathlet († 1996)
- 14. Juli: Francesco Martino, italienischer Turner († 1965)
- 17. Juli: Eilert Bøhm, norwegischer Turner († 1982)
- 19. Juli: Pierre Coquelin de Lisle, französischer Sportschütze († 1980)
- 19. Juli: Brutus Hamilton, US-amerikanischer Leichtathlet († 1970)
- 19. Juli: Janko Janša, jugoslawischer Skilangläufer
- 22. Juli: José Fontanet, spanischer Wasserballspieler († 1941)
- 22. Juli: Irene Guest, US-amerikanische Schwimmerin († 1970)
- 27. Juli: József Galambos, ungarischer Leichtathlet († 1980)
- 27. Juli: Ralph Roese, deutscher Motorrad- und Automobilrennfahrer († 1950)
- 29. Juli: William Ross, kanadischer Ruderer († 1992)
- 30. Juli: William Spencer, US-amerikanischer Leichtathlet († 1983)

### August
- 03. August: Fernand Canteloube, französischer Radrennfahrer († 1976)
- 03. August: Heinrich Schönfeld, österreichischer Fußballspieler († 1976)
- 04. August: Ray Dodge, US-amerikanischer Leichtathlet († 1985)
- 04. August: Guy Middleton, französischer Schwimmer († 1994)
- 07. August: Alan Helffrich, US-amerikanischer Leichtathlet († 1994)
- 07. August: Leon Sperling, polnischer Fußballspieler († 1941)
- 10. August: Nicolaas Moerloos, belgischer Turner und Gewichtheber († 1944)
- 10. August: Arthur Porritt, neuseeländischer Leichtathlet, Arzt und Politiker († 1994)
- 11. August: Charles Paddock, US-amerikanischer Leichtathlet und Olympiasieger († 1943)
- 14. August: Ferenc Gerő, ungarischer Leichtathlet († 1974)
- 14. August: Earl Foster Thomson, US-amerikanischer Vielseitigkeits- und Dressurreiter († 1971)
- 19. August: Leo Ghering, niederländischer Fußballspieler († 1966)
- 20. August: Nicolas Rausch, luxemburgischer Radrennfahrer († 1977)
- 22. August: Albert Schneider, deutscher Motorradrennfahrer († 1936)
- 22. August: Giovanni Tubino, italienischer Turner († 1989)
- 28. August: Sten Mellgren, schwedischer Fußballspieler († 1989)
- 29. August: Åke Bergqvist, schwedischer Segler († 1975)
- 29. August: Sam Ferris, britischer Leichtathlet († 1980)
- 29. August: Rolf Franksson, schwedischer Leichtathlet († 1971)
- 30. August: Valdemar Laursen, dänischer Fußballspieler und -schiedsrichter sowie Sportjournalist († 1989)
- 31. August: Alfredo Porzio, argentinischer Boxer († 1976)

### September
- 01. September: José Pedro Cea, uruguayischer Fußballspieler († 1970)
- 03. September: Otto Pfister, Schweizer Turner († unbekannt)
- 06. September: Henri Louette, belgischer Eishockeyspieler († 1985)
- 06. September: Jacques Moeschal, belgischer Fußballspieler († 1956)
- 08. September: Arthur Clark, britischer Leichtathlet († 1979)
- 09. September: Edmund Hansen, dänischer Radrennfahrer († 1995)
- 13. September: Aleksander Słuczanowski, polnischer Eishockeyspieler († 1942)
- 14. September: Gustaf Johansson, schwedischer Eishockeyspieler († 1971)
- 16. September: Laurence Jackson, britischer Curlingspieler († 1984)
- 18. September: Carlo Maria Pintacuda, italienischer Automobilrennfahrer († 1971)
- 20. September: Florian Zogg, Schweizer Skilangläufer († 1993)
- 24. September: Zoltán Opata, ungarischer Fußballspieler und -trainer († 1982)
- 26. September: Fritz Huhn, deutscher Leichtathlet († 1990)
- 28. September: Albert Beier, deutscher Fußballspieler († 1972)
- 28. September: Svend Martinsen, norwegischer Ringer († 1968)
- 29. September: Thorleif Kristoffersen, norwegischer Segler († 1971)
- 30. September: Pedro Arispe, uruguayischer Fußballspieler († 1960)

### Oktober
- 01. Oktober: Henry Petersen, dänischer Leichtathlet und Turner († 1949)
- 05. Oktober: Sam Olij, niederländischer Boxer († 1975)
- 05. Oktober: Aleksander Tupalski, polnischer Eishockey- und Fußballspieler († 1980)
- 06. Oktober: Willy Merkl, deutscher Bergsteiger († 1934)
- 08. Oktober: Alfredo Carricaberry, argentinischer Fußballspieler († 1942)
- 09. Oktober: Julio Alles, argentinischer Ruderer († unbekannt)
- 09. Oktober: Silvio Cator, haitianischer Leichtathlet († 1952)
- 09. Oktober: Roger François, französischer Gewichtheber († 1949)
- 09. Oktober: Henri Lauvaux, französischer Leichtathlet († 1970)
- 11. Oktober: Hans Christian Sørensen, dänischer Turner († 1984)
- 11. Oktober: José Zampicchiatti, argentinischer Radrennfahrer († 1984)
- 14. Oktober: George Robertson, britischer Schwimmer († 1976)
- 16. Oktober: Robert De Mulder, belgischer Ruderer († 1967)
- 16. Oktober: Heinrich Thoma, Schweizer Ruderer († 1982)
- 17. Oktober: Lucien Duquesne, französischer Leichtathlet († 1991)
- 18. Oktober: Giuseppe Crivelli, italienischer Ruderer († 1950)
- 19. Oktober: André Béhotéguy, französischer Ruderer und Rugby-Union-Spieler († 1960)
- 20. Oktober: Victor Moriaud, Schweizer Leichtathlet († unbekannt)
- 21. Oktober: Konrad Granström, schwedischer Turner († 1982)
- 22. Oktober: Keith Kirkland, australischer Schwimmer († 1971)
- 23. Oktober: Seweryn Kulesza, polnischer Vielseitigkeitsreiter († 1983)
- 25. Oktober: William Stevenson, US-amerikanischer Leichtathlet († 1985)
- 26. Oktober: Pierre Braine, belgischer Fußballspieler († 1951)
- 27. Oktober: Ko Willems, niederländischer Radrennfahrer († 1983)
- 29. Oktober: Rudolf Lippert, deutscher Vielseitigkeitsreiter († 1945)
- 29. Oktober: Francis Moore, kanadischer Eishockeytorhüter, -schiedsrichter und -funktionär († 1976)
- 31. Oktober: Cal Hubbard, US-amerikanischer American-Football-Spieler, -Trainer und Baseballfunktionär († 1977)

### November
- 03. November: Adolf Dassler, deutscher Unternehmer und Gründer von adidas († 1978)
- 05. November: Karl Anderson, US-amerikanischer Leichtathlet († 1989)
- 05. November: Fred Kahele, US-amerikanischer Schwimmer († 1976)
- 08. November: József Eisenhoffer, ungarischer Fußballspieler und -trainer († 1945)
- 11. November: Halina Konopacka, polnische Leichtathletin († 1989)
- 15. November: Jamie Hamilton, britischer Ruderer († 1988)
- 15. November: Aurelio Menegazzi, italienischer Radrennfahrer († 1979)
- 16. November: Eliška Junková, tschechoslowakische Automobilrennfahrerin († 1994)
- 16. November: Emerson Norton, US-amerikanischer Leichtathlet († 1986)
- 19. November: Bunny Ahearne, irischer Sportfunktionär, Präsident der IIHF († 1985)
- 20. November: Jean d’Aulan, französischer Bob- und Autorennfahrer († 1944)
- 20. November: Billy Burch, US-amerikanischer Eishockeyspieler († 1950)
- 24. November: Ketil Askildt, norwegischer Leichtathlet († 1978)
- 24. November: Antonín Novotný, tschechoslowakischer Wasserballspieler, -trainer und -funktionär († 1962)
- 24. November: Kurt Richter, deutscher Schachspieler († 1969)
- 25. November: Jan Hora, tschechoslowakischer Wasserballspieler und Sportfunktionär († 1953)
- 25. November: Georges de Wilde, französischer Eisschnellläufer und Eishockeyspieler († 1996)
- 26. November: Krikor Agathon, ägyptischer Fechter und Sportschütze sowie Sportfunktionär († 1979)
- 29. November: Håkan Malmrot, schwedischer Schwimmer († 1987)
- 30. November: Walter Brück, österreichisch-US-amerikanischer Eishockey- und Bandyspieler sowie Eishockeytrainer, -schiedsrichter und -funktionär († 1968)

### Dezember
- 01. Dezember: Giovanni Giacone, italienischer Fußballtorhüter († 1964)
- 02. Dezember: Rufino Rodríguez de la Torre, argentinischer Segler († unbekannt)
- 02. Dezember: Willy Rösingh, niederländischer Ruderer († 1976)
- 03. Dezember: Ulrich Inderbinen, Schweizer Bergführer († 2004)
- 03. Dezember: Thorstein Stryken, norwegischer Radrennfahrer († 1965)
- 06. Dezember: Josef Německý, tschechoslowakischer Skilangläufer und Leichtathlet († 1943)
- 14. Dezember: Martin Neuner, deutscher Skisportler († 1944)
- 15. Dezember: Raul Hellberg, finnischer Radrennfahrer († 1985)
- 16. Dezember: Horatio Fitch, US-amerikanischer Leichtathlet († 1985)
- 17. Dezember: Marcello Nizzola, italienischer Ringer († 1947)
- 19. Dezember: René Rottenfluc, französischer Ringer († 1962)
- 22. Dezember: Rudolph Sauerwein, deutscher Automobilrennfahrer († 1956)
- 24. Dezember: Voldemārs Plade, lettischer Fußballspieler und -trainer († 1961)
- 25. Dezember: Carlos Garcés, mexikanischer Fußballspieler († 1980)
- 25. Dezember: Giuseppe Scarpi, italienischer Fußballschiedsrichter († 1952)
- 26. Dezember: Suzanne Wurtz, französische Schwimmerin († 1982)
- 27. Dezember: Hans Stuck, deutsch-österreichischer Automobilrennfahrer († 1978)
- 28. Dezember: Birger Holmquist, schwedischer Eishockey- und Bandyspieler († 1989)
- 28. Dezember: Natalio Perinetti, argentinischer Fußballspieler († 1985)
- 29. Dezember: Nicolas Hoydonckx, belgischer Fußballspieler († 1985)
- 31. Dezember: Ivan Riley, US-amerikanischer Leichtathlet († 1943)

### Datum unbekannt
- Alberto Anderson, argentinischer Ruderer († unbekannt)
- Ricardo Bermejo, chilenischer Radrennfahrer († 1957)
- Mario Cazzaniga, italienischer Wasserballspieler († unbekannt)
- Ion Gîrleșteanu, rumänischer Rugbyspieler († unbekannt)
- Nicolae Hönigsberg, rumänischer Fußballspieler († unbekannt)
- Paul Köppen, deutscher Motorrad- und Automobilrennfahrer sowie Motorenkonstrukteur († 1958)
- Otto Löhr, deutscher Automobilrennfahrer († 1989)
- Cecil Walker, australischer Radrennfahrer († 1969)
- Carl Widmer, Schweizer Turner († unbekannt)

## Gestorben
- 03. März: Ludwig Purtscheller, österreichischer Bergsteiger und Lehrer (* 1849)
- 31. März: Wilhelm Bauer, deutscher oder österreichischer Automobilrennfahrer (* 1865)

- 18. April: Rudolf Charousek, ungarischer Schachmeister (* 1873)
- 23. April: Édouard Mantois, französischer Segler (* 1848)

- 12. August: Wilhelm Steinitz, österreichisch-amerikanischer Schachspieler, erster offizieller Schachweltmeister (* 1836)

- 30. Dezember: Selwin Calverley, britischer Segler (* 1855)